# S-Bahn Rhein-Ruhr
De S-Bahn Rhein-Ruhr is een S-Bahn (Stadtschnellbahn) die geëxploiteerd wordt door het Verkehrsverbund Rhein-Ruhr en het Verkehrsverbund Rhein-Sieg. Het netwerk ligt in het westen van de Duitse deelstaat Duitse deelstaat Noordrijn-Westfalen. De S-Bahn Rhein-Ruhr bedient de bevolkingscentra van het Ruhrgebied, Düsseldorf en Wuppertal en de omliggende gebieden en sluit aan op de S-Bahn van Keulen.
De S-Bahn Rhein-Ruhr heeft met 676 km het op één na langste netwerk van de Duitse S-Bahn bedrijven.

## Treindiensten
De volgende treindiensten zijn onderdeel van het S-Bahn-netwerk:
| Serie | Treinsoort            | Route | Bijzonderheden                             |
| ----- | --------------------- | --- | ------------------------------------------ |
| S 1   | S-Bahn (DB Regio NRW) | Solingen Hbf – Düsseldorf Hbf – Düsseldorf Luchthaven – Duisburg Hbf – Mülheim (Ruhr) Hbf – Essen Hbf – Bochum Hbf – Dortmund Hbf                                              |                                            |
| S 2   | S-Bahn (DB Regio NRW) | Duisburg Hbf – Oberhausen Hbf – Essen-Altenessen – (Essen Hbf – / ) Gelsenkirchen Hbf – Wanne-Eickel Hbf – (Recklinghausen Hbf – / ) Herne – Castrop-Rauxel Hbf – Dortmund Hbf |                                            |
| S 3   | S-Bahn (DB Regio NRW) | Oberhausen Hbf – Mülheim (Ruhr) Hbf – Essen Hbf – Hattingen (Ruhr) Mitte |                                            |
| S 4   | S-Bahn (DB Regio NRW) | Dortmund-Lütgendortmund – Dortmund-Dorstfeld – Dortmund Stadthaus – Dortmund-Brackel – Dortmund-Wickede – Massen – Unna                                                        |                                            |
| S 5   | S-Bahn (DB Regio NRW) | Dortmund Hbf – Witten-Annen Nord – Witten Hbf – Wetter (Ruhr) – Hagen Hbf |                                            |
| S 6   | S-Bahn (DB Regio NRW) | Köln-Worringen – Köln-Nippes – Köln Hbf – Langenfeld (Rhld) – Düsseldorf-Benrath – Düsseldorf Hbf – Ratingen Ost – Essen Hbf                                                   | Dienstregeling S6 geldig vanaf 10-12-2023  |
| S 7   | S-Bahn (VIAS)         | Wuppertal Hbf – Remscheid Hbf – Solingen Hbf |                                            |
| S 8   | S-Bahn (DB Regio NRW) | Mönchengladbach Hbf – Neuss Hbf – Düsseldorf Hbf – Gruiten – Wuppertal Hbf – Schwelm – Gevelsberg Hbf – Hagen Hbf                                                              |                                            |
| S 9   | S-Bahn (DB Regio NRW) | Haltern am See – Marl Mitte – Bottrop Hbf – Essen Hbf – Essen-Kupferdreh – Velbert-Langenberg – Wuppertal-Vohwinkel – Wuppertal Hbf                                            |                                            |
| S 28  | S-Bahn (Regiobahn)    | Kaarster See – Kaarst Mitte/Holzbüttgen – Kaarst IKEA – Neuss Hbf – Düsseldorf Hbf – Neanderthal – Mettmann Stadtwald                                                          |                                            |
| S 68  | S-Bahn (DB Regio NRW) | Langenfeld (Rhld) – Düsseldorf-Benrath – Düsseldorf Hbf – Gruiten – Wuppertal-Vohwinkel                                                                                        | Dienstregeling S68 geldig vanaf 10-12-2023 |

Lijn S11 van de S-Bahn Köln rijdt ook door het gebied van de S-Bahn Rhein-Ruhr:
| Serie | Treinsoort            | Route | Bijzonderheden                             |
| ----- | --------------------- | --- | ------------------------------------------ |
| S 11  | S-Bahn (DB Regio NRW) | Düsseldorf Luchthaven Terminal – Düsseldorf Hbf – Neuss Hbf – Norf – Nievenheim – Dormagen – Köln Hbf – Bergisch Gladbach | Dienstregeling S11 geldig vanaf 10-12-2023 |

## Galerij

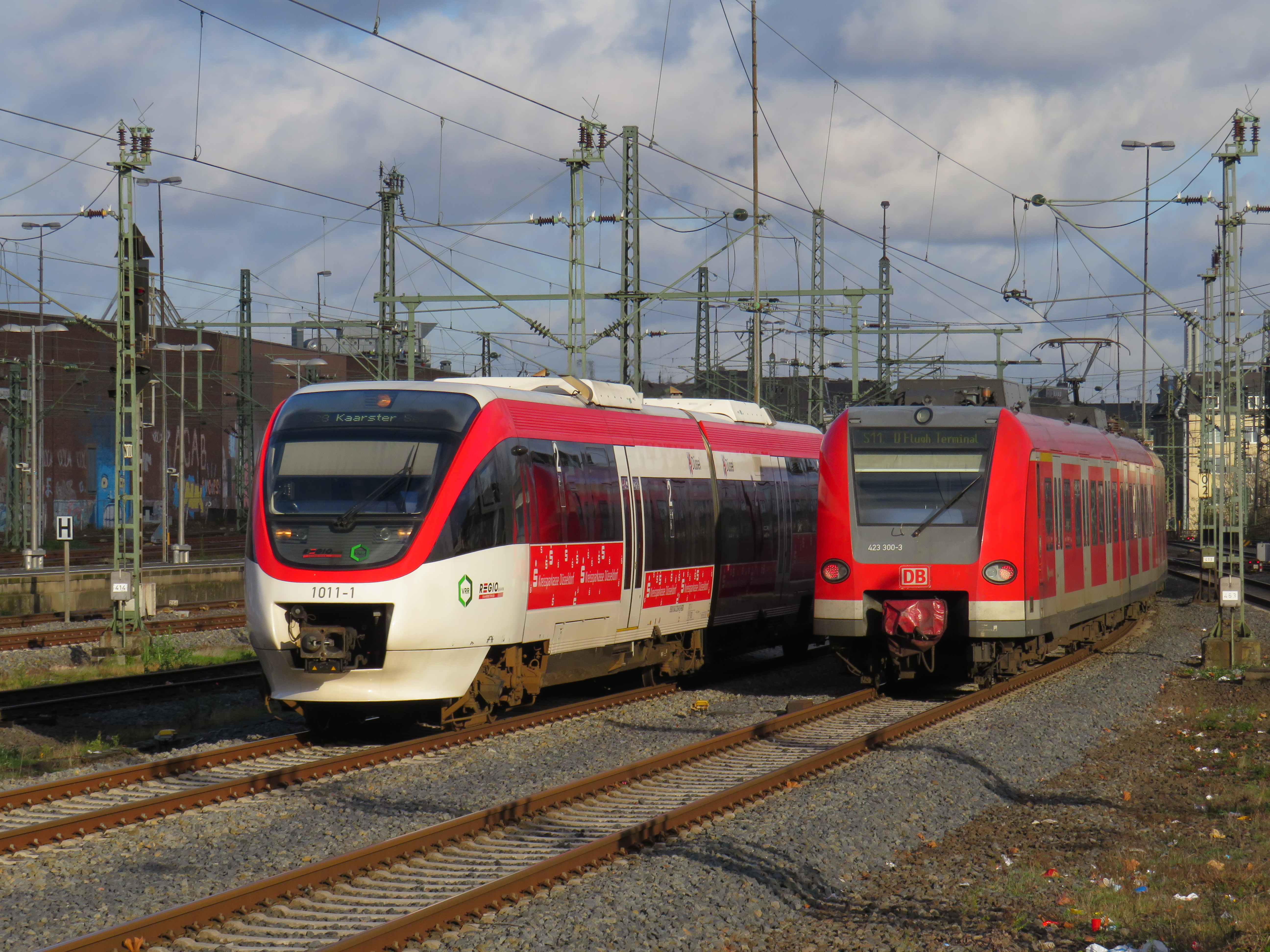
Treinen op de lijnen S28 en S11 te Düsseldorf Hauptbahnhof
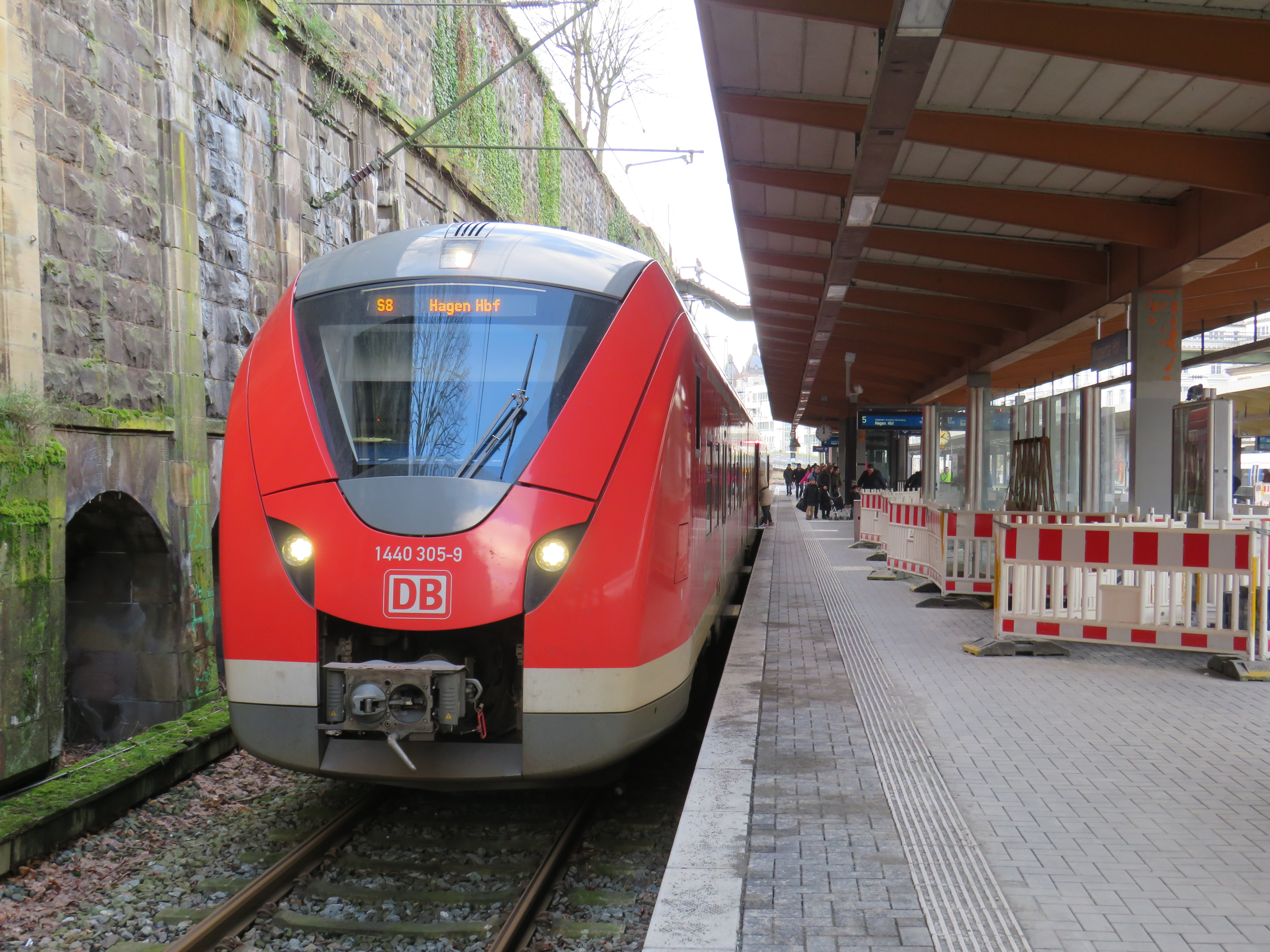
Een Baureihe 1440 op lijn S8 te Wuppertal Hauptbahnhof
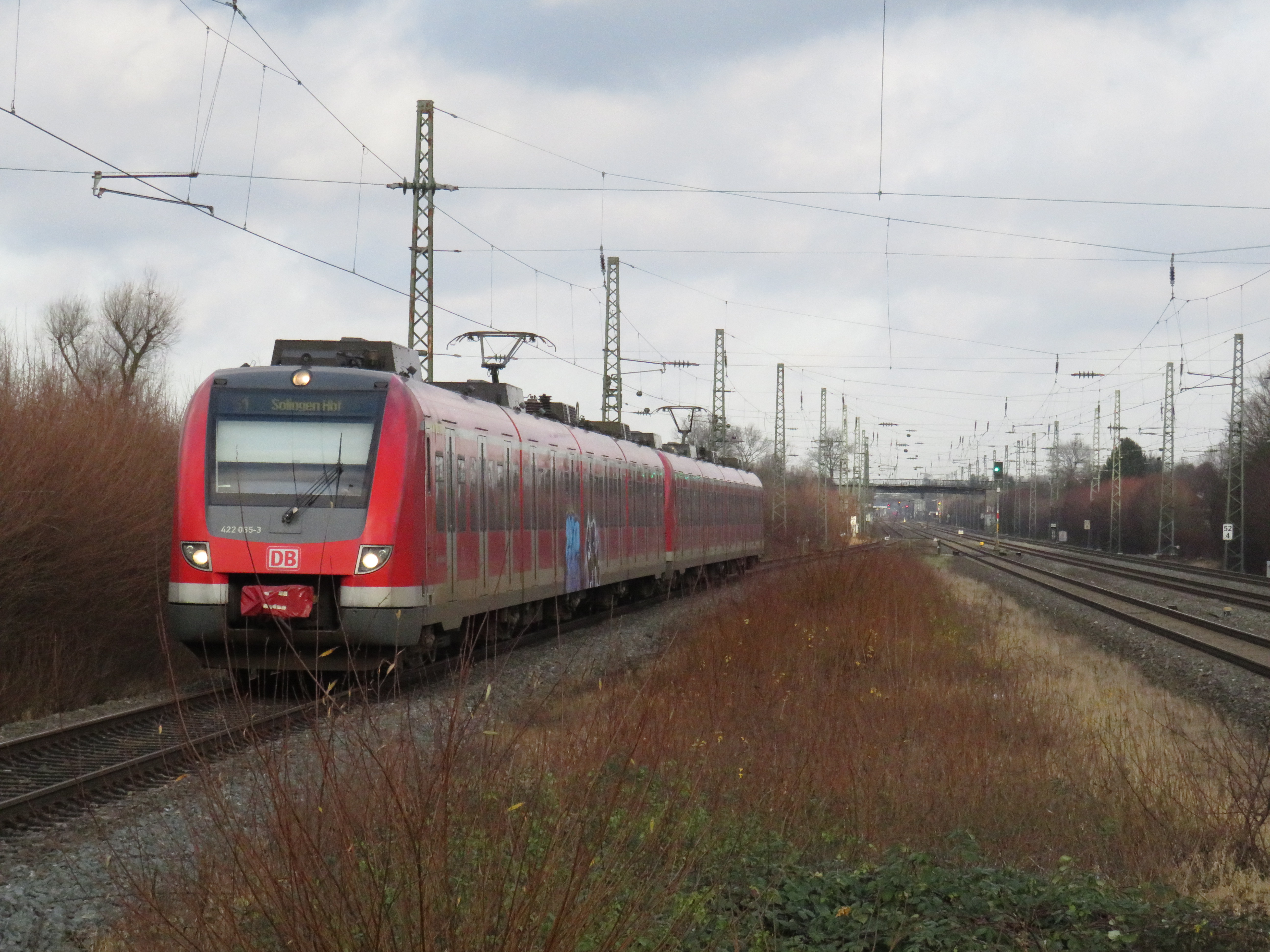
Een Baureihe 422 bij aankomst te Angermund aan lijn S1, een veelgebruikt treintype op de S-Bahnlijnen

Berlijn · Breisgau · Bremen/Niedersachsen · Donau-Iller · Dresden · Hamburg · Hannover · Keulen · Mitteldeutschland · Mittelelbe · München · Nürnberg · Rhein-Main · RheinNeckar · Rhein-Ruhr · Rostock · Stuttgart

In planning: Münsterland · Saarland · Regensburg

Voormalig: Erfurt · Peenemünde